# Germaine Van Dievoet
Germaine Van Dievoet (Brussel, 26 september 1899 - Ukkel, 30 oktober 1990) was een Belgische zwemster. Haar favoriete slag was vrije slag. Zij nam eenmaal deel aan de Olympische Spelen, maar kon daarbij niet de finale halen. Zij behaalde vier Belgische titels in het zwemmen.

## Loopbaan
Germaine Van Dievoet is de dochter van architect Henri Van Dievoet. Ze was een van de tien Belgische vrouwen die deelnam aan de Olympische Spelen van Antwerpen.
Van Dievoet werd uitgeschakeld in de reeksen van de 100 m vrije slag. Op dat nummer behaalde ze tussen 1920 en 1923 vier opeenvolgende Belgische titels.

## Belgische kampioenschappen
Langebaan
| Onderdeel        | Jaar                   |
| ---------------- | ---------------------- |
| 100 m vrije slag | 1920, 1921, 1922, 1923 |